# جوردن باركس
جوردن باركس (بالإنجليزية: Jordan Parkes)‏ (26 يوليو 1989 في المملكة المتحدة - ) هو لاعب كرة قدم بريطاني في مركز الدفاع. شارك مع منتخب إنجلترا تحت 18 سنة لكرة القدم ومنتخب إنجلترا تحت 20 سنة لكرة القدم. أما مع النوادي، فقد لعب مع إبسفليت يونايتد وستيفيناغ بوروه ونادي بارنت ونادي برينتفورد ونادي فارنبوروه ونادي واتفورد ونادي تشيلمسفورد وهيميل هيمبستيد تاون.

## وصلات خارجية
- جوردن باركس على موقع قاعدة بيانات كرة القدم.إي يو (الإنجليزية)
- جوردن باركس على موقع Soccerbase.com (لاعب) (الإنجليزية)
- جوردن باركس على موقع Soccerway.com (الإنجليزية)
- جوردن باركس على موقع عالم كرة القدم.نت (الإنجليزية)
- جوردن باركس على موقع GSA (الإنجليزية)